# 楊繼禮
楊繼禮（1550年—1605年），字彦履，别號景南，又號石閭，南直隸松江府華亭縣人，明朝政治人物。

## 生平
萬曆七年（1579年）己卯科應天鄉試第九十二名舉人。萬曆二十年（1592年），登壬辰科第二甲第九名，考选庶吉士，二十二年九月授翰林院编修，充正史纂修官，二十三年分考會試，二十四年持節册封周藩，二十五年八月纂修六曹章奏，二十六年又分考會試，教习内书堂，又直起居注，编纂章奏。是秋，充诰敕撰文官。二十八年六月与户科给事中姚文蔚主考庚子科江西乡试。二十九年十二月管理文官诰敕，充東宫侍班，三十年三月升左赞善，三十一年晋右中允，三十二年九月充武举考试官，三十三年二月升至翰林院右諭德、掌南京翰林院事，九月以赴任途中患病，上疏乞休，在籍候旨，寻卒，享年五十六。
在史局纂修，有正史后妃传若干卷，外戚传若干卷。

## 家族
曾祖楊同進；祖父楊泉；父楊道東，號南谷，嘉靖三十一年壬子科舉人。子六：汝麟，府庠生，娶董，汝豸，太学生，娶朱。汝成，乙酉顺天举人，娶王，继娶金，汝熊娶吴，汝骥娶冯，俱钟出。汝龙，聘须，侧出。